# Trindade (Goiás)
Trindade es un municipio brasilero del estado de Goiás con 719,75 km² y población estimada en 2008 de 102.870 habitantes. La ciudad surgió de la peregrinación de la imagen del Divino Padre Eterno que continua siguiendo su vocación religiosa hasta hoy. Actualmente forma parte de la región metropolitana de Goiânia.

## Historia
En Trindade - denominada en esta época como Barro Preto - alrededor de 1840 fue encontrada una pequeña imagen de barro, en formato de medalla, representando a la Virgen Maria siendo coronada por la Santísima Trinidad en una cerámica propiedad de Constantino Xavier Maria. Esa medalla fue considerada milagrosa y dio inicio a una peregrinación hasta el lugar donde fue construido una iglesia para albergar tal artefacto. A lo largo de los años diversas personas se juntaron próximo a esa iglesia formando un pueblo donde la economía dependía de los fieles.
Trindade fue elevada la categoría de Villa el 16 de julio de 1920, cuya instalación se dio el 31 de agosto de 1920. Con su territorio separado de Campinas y siendo al anexado el distrito de Arroyo. Siete años después su sede es finalmente elevada a la categoría de Ciudad.

## Aspectos físicos del municipio
Trindade forma parte de la Microrregión de Goiânia y se localiza a una latitud 16º38'58" Sur y a una longitud 49º29'20" Oeste, estando a una altitud de 756 metros. 
Posee los distritos de Santa Maria y Cedro.

### Municipios limítrofes
- Abadia de Goiás
- Campestre de Goiás
- Caturaí
- Goiânia
- Goianira
- Guapó
- Santa Bárbara de Goiás

### Hidrografía
El sistema hidrográfico regional presenta una malla de drenage asegurando así general de norte a sur la cuenca del Río Paranaíba, principal curso de agua de toda la cuenca. La región en cuestión es drenada por contribuyentes que desaguan sobre el margen izquierdo del Rio dos Bois principal manantial de influencia en el municipio. Los Principales ríos y arroyos son:
- Barro Preto
- Barro Blanco
- Arroizal
- Fazendinha
- Santa Maria
- de los Pereiras
- del Pescado
- del Sabão

### Clima
El patrón climático de la región es del tipo tropical, caracterizado por presentar dos estaciones bien definidas - una lluviosa, de octubre a marzo (primavera / verano), y otra de sequía, de abril a septiembre (otoño / invierno). 

### Relieve
El municipio de Trindade se encuentra a 780m de altitud. La región posee una topografía clasificada como de suave ondulado, teniendo una superficie con predominancia de declives de 3,9 %, en el sentido S-N y una diferencia máxima de cotas de 24 m. Las elevaciones más destacadas son las sierras de la Taboca, de Trindade y de la Jiboia.

### Vegetación
El área del municipio está inserta en el bioma Cerrado, que es conocido como un complejo de formaciones vegetativas que van desde el campo limpio, hasta el cerrado, además de la formación denominada campo abierto, representada por pastos nativos, árboles y palmeras de pequeño porte. El Cerrado constituye el segundo mayor bioma del Brasil y de América del Sur, englobando la tercera parte de todos los organismos vivos del Brasil y el 5% de los animales y plantas que habitan en el mundo. Entre los árboles más conocidos figuran el Jatobá y el Ipê .

## Patrimonio
Algunos de los principales símbolos y atracciones turísticas de la ciudad son:
- Santuário Velho del Divino Padre Eterno
- Basílica del Divino Padre Eterno

## Religión
Es considerada la capital católica del estado. Las novenas tienen inicio nueve días antes del primer domingo del mes de julio. En esta ocasión, ocurre una peregrinación con afluencia de centenas de miles de turistas y devotos del Divino Padre Eterno.